# 泰姆瑟河
53°51′29.8″N 12°0′1.6″E / 53.858278°N 12.000444°E

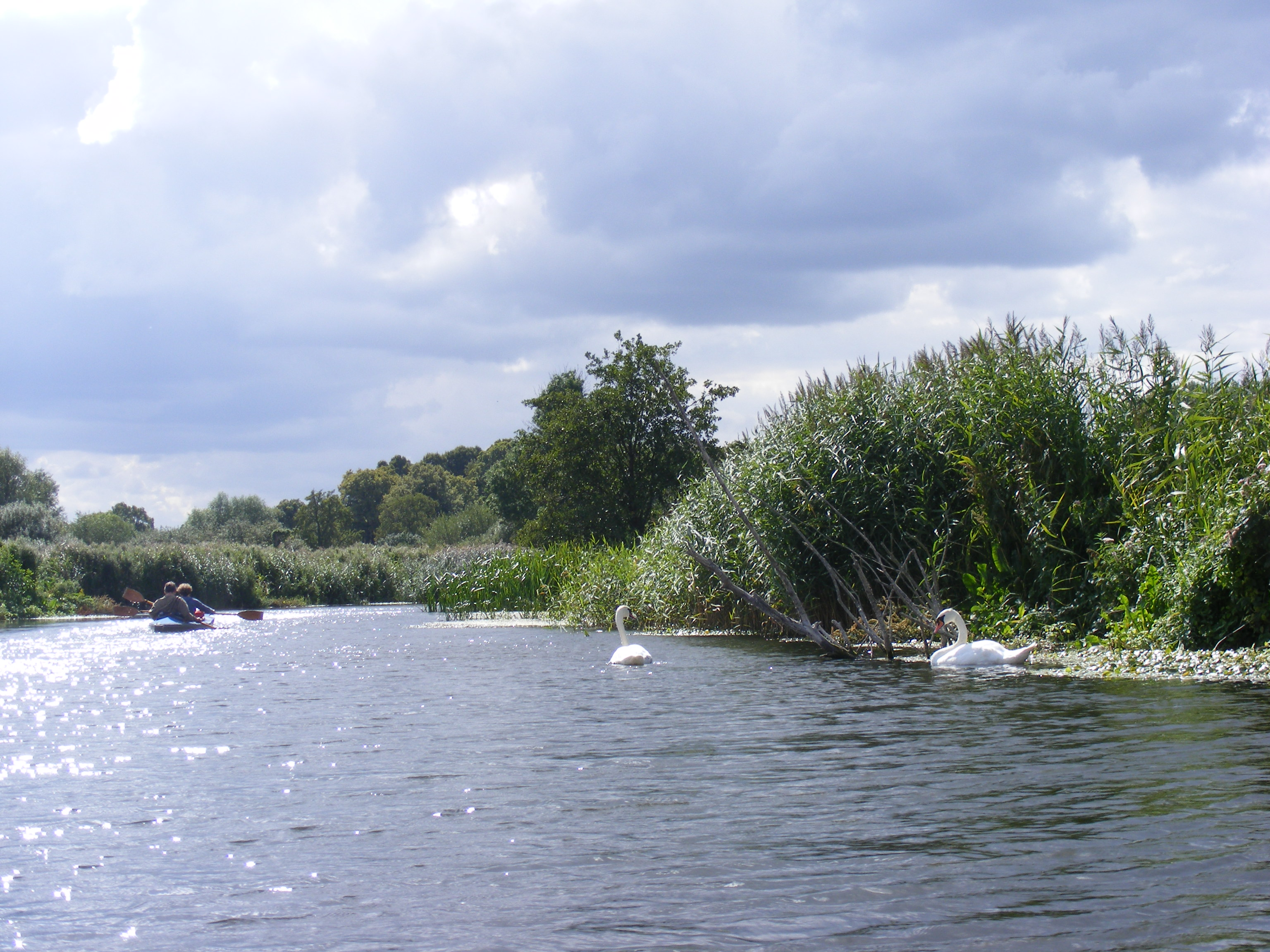
泰姆瑟河

泰姆瑟河（德語：Temse），是德國的河流，位於該國東北部，由梅克倫堡-前波美拉尼亞州負責管轄，屬於瓦爾諾河的左支流，河道全長0.6公里，發源自比措湖。